# Jean-Pierre Toutsch
Jean-Pierre Toutsch, né le 28 janvier 1811 à Weiswampach (France) et mort le 30 juin 1887 à Luxembourg (Luxembourg), est un magistrat et homme politique luxembourgeois.

## Biographie

### Activités professionnelles
Le 19 février 1840, Jean-Pierre Toutsch est nommé juge au tribunal d'arrondissement de Luxembourg. En remplacement de Hubert-Bernard Neuman nommé juge à Luxembourg à sa place, le 24 juillet 1848, il est nommé juge au tribunal d'arrondissement de Diekirch afin de le remplacer.

### Carrière politique
À la suite des élections législatives du 28 septembre 1848, Jean-Pierre Toutsch fait son entrée au sein de la Chambre des députés où il représente le canton de Clervaux. Il est réélu dans la même circonscription aux élections législatives du 14 juin 1854, des 20 août et 17 septembre 1857, du 9 juin 1863 et du 8 juin 1869. Le 17 novembre 1858, Jean-Pierre Toutsch est nommé président de l'Assemblée des États pour la session ordinaire de 1858. Il exerce à nouveau cette fonction de 1867 à 1869 lorsque le régime se libéralise et que le parlement change de dénomination au profit de la Chambre des députés.
En octobre 1857, il fait partie de la commission spéciale chargée de l'examen d'un projet de révision de la Constitution, en tant que vice-président, aux côtés d'autres membres de l'Assemblée des États dont notamment Théodore Pescatore, Jacques Sinner, Norbert Metz, Adolphe Fischer, Léon Wurth (lb) et Alexis Brasseur.
Jean-Pierre Toutsch est nommée conseiller d’État le 22 juillet 1885, fonction venue à terme lors de son décès le 30 juin 1887,.

## Décoration
- Grand officier de l'ordre de la Couronne de chêne[6] (promotion 1879)